# La Cavalariá
La Cavalariá (en francès  La Cavalerie) és un municipi francès situat al departament de l'Avairon i a la regió d'Occitània.

## Demografia
| 1962                                       | 1968 | 1975 | 1982 | 1990 | 1999 | 2006 |
| ------------------------------------------ | ---- | ---- | ---- | ---- | ---- | ---- |
| 3.481                                      | 734  | 748  | 900  | 701  | 813  | 992  |
| Des de 1962: població sense dobles comptes |      |      |      |      |      |      |

## Administració
| Període | Identitat    | Partit |
| ------- | ------------ | ------ |
| 2001-   | Robert Muret |        |

## Personatges il·lustres
- August Veirièr, escriptor en occità.
- José Bové, líder antiglobalització, és originari de Larzac